# Маркес Батиста де Абреу
Маркес Батиста де Абреу (12. фебруар 1973) бивши је бразилски фудбалер.

## Каријера
Током каријере играо је за Коринтијанс Паулиста, Фламенго, Васко да Гама и многе друге клубове.

## Репрезентација
За репрезентацију Бразила дебитовао је 1994. године. За национални тим одиграо је 13 утакмица и постигао 4 гола.

## Статистика
| Бразил | Бразил | Бразил |
| Год.   | Ута.   | Гол.   |
| ------ | ------ | ------ |
| 1994   | 1      | 0      |
| 1995   | 1      | 1      |
| 1996   | 2      | 2      |
| 1997   | 0      | 0      |
| 1998   | 0      | 0      |
| 1999   | 0      | 0      |
| 2000   | 6      | 1      |
| 2001   | 0      | 0      |
| 2002   | 3      | 0      |
| Укупно | 13     | 4      |